# Une banale histoire
Une banale histoire, ou Une morne histoire, est une nouvelle d’Anton Tchekhov (en russe : Skoutchnaïa historia) parue en 1889.

## Historique
Une banale histoire est initialement publiée dans la revue russe Le Messager du Nord, numéro 11, de novembre 1889, sous le titre Mon nom et moi. Aussi traduite en français sous le titre Une histoire ennuyeuse.  C’est une nouvelle sur les désillusions d'un homme au soir de sa vie.

## Résumé
Nicolaï Stépanovitch, 62 ans, conseiller secret dans la table des rangs, professeur d’université réputé, écrit son journal.
Il se sent vieillir, ses facultés intellectuelles baissent, il souffre d’insomnie, ne supporte plus sa femme, Varia, devenue «obèse, maladroite avec des soucis mesquins, craignant le lendemain dont la vue est obscurcie par la pensée des dettes et du besoin», ni sa fille Lise, élève au conservatoire de musique ; il trouve égoïste qu’elle puisse continuer la musique alors qu’il n’arrive pas à payer les gages des domestiques. 
Il décrit ses journées avec sa famille dont il se sent étranger, son travail et Katia, fille d’un collègue décédé dont il est le tuteur. Celle-ci approche de la trentaine, elle a fait les quatre cents coups. C’est auprès d’elle qu’il se sent le mieux ; son seul regret au crépuscule de sa vie est de ne pas lui avoir consacré plus de temps malgré les nombreuses demandes qu’elle avait pu lui faire.

## Édition française
- Une banale histoire, traduit par Édouard Parayre, Bibliothèque de la Pléiade, Éditions Gallimard, 1970  (ISBN 2-07-010550-4)
- Le Moine noir suivi de Volodia et Une morne histoire, traduit par Gabriel Arout, Ginkgo éditeur [« Petite Bibliothèque slave »], 2021, 222 p. (ISBN 978-2-84679-488-6)

## Adaptations

### Au théâtre
- En 2011, Marc Dugain adapte et met en scène cette nouvelle au théâtre avec Jean-Pierre Darroussin dans le rôle principal.

### Au cinéma
- 2015 : Le Journal d'un vieil homme, film québécois réalisé par Bernard Émond, d'après Une banale histoire de Tchekhov, avec Paul Savoie dans le rôle principal.